# 교리
교리(敎理, 영어: doctrine)는 체계화된 종교의 본질적인 가르침을 뜻한다. 대부분의 종교는 각자 독자적인 교리를 채택하고 있다. 교리는 그 종교를 믿는 사람들에게 믿음의 근거와 가치 판단의 기준을 제공한다. 교의, 교조라고도 한다.

## 개요
교리는 종교의 가르침을 명문화한 것이다. 교리의 정당성은 그 종교의 믿음에 가장 큰 지위를 가지는 권위에 의해 보장된다. 예를 들어 유대교, 이슬람, 기독교와 같은 헤브라이즘 계통의 유일신 종교는 신의 직접적인 말씀, 또는 그것을 전하는 예언자의 계시가 교리의 근간을 이룬다. 불교의 경우 부처의 언행이 교리를 정당화하는 권위가 된다. 이러한 것들은 대개 각 종교의 경전에 기록된 바를 근거로 한다. 동일한 믿음을 바탕으로 하는 종교라 하더라도 신, 예언자, 부처와 같은 권위에 대해 해석이 다를 수 있으며, 이러한 해석의 차이로 인해 각 종교마다 종파가 나뉜다.
사회의 급격한 변동 등의 영향으로 나타나는 신흥 종교 중에는 반사회적인 교리를 채택한 경우도 있어, 옴진리교, 인민사원, 오대양 집단 피살과 같은 사회 문제를 일으키기도 한다.

## 주요 종교의 교리

### 기독교
기독교의 교리는 예수의 죽음을 구속사적인 관점에서 해석한 바울 등의 사도들이 주장하였으며, 기독교가 로마 가톨릭교회로서 몇 차례의 공의회를 거쳐 신조(Creed)라고 불리는 신앙고백으로 정리되었다. 이후 로마 제국의 국교가 됨에 따라 이러한 도그마들은 더욱 공고해졌다. 11세기 동서 교회의 분열 이후에는 로마 가톨릭교회와 동방 정교회의 교의가 다른 길을 걷게 되었고, 종교 개혁 이후에는 개신교라고 분류되는 그룹이 또 다시 독자적인 교의들이 생겨났으며, 개신교의 신념은 성공회의 성공회 39개조 신앙신조, 장로교회의 웨스트민스터 신앙고백 등으로 문서화되었다. 그러나 아직 대다수의 기독교는 니케아-콘스탄티노폴리스 신경, 사도신경 등을 통한 기본 교의에 대하여 거의 유사한 믿음을 갖고 있다. 다음은 기독교 대부분의 공통적인 교리를 이루는 기본 개념이다.
- 원죄
- 세례
- 삼위일체
- 부활
- 성육신

교회사에서는 교의는 아니지만, 신학자들이 사회적 정황에 맞게 신앙고백을 한 전통도 있는데, 마르틴 니묄러, 칼 바르트 등의 신학자들이 예수 그리스도의 하나님의 계시자요, 하나님의 말씀으로서의 권위를 주장함으로써 나치에 대한 불복종을 선언한 바르멘 선언 등이 이에 해당한다.

### 불교
불교는 열반을 위한 수행을 기본적인 교리로 하나 전파 과정에 따라 대승불교와 소승불교로 분화되어 수행법, 중요하게 여기는 가치 등에 차이를 보인다. 다음은 불교의 교리를 이루는 기본 개념이다.
- 연기론
- 사제설
- 팔정도
- 삼귀의

### 이슬람교
이슬람교는 유일신에 대한 신앙 고백과 신에 대한 복종, 자선 등을 주요 교리로 삼는다. 이슬람은 알라와 천사, 경전, 예언자, 마지막 심판, 정령에 대한 여섯 믿음을 기본 교의로 한다. 수니파에서는 이슬람의 다섯 기둥이 신자의 의무로 여겨진다.

### 힌두교
힌두교는 윤회와 환생을 교리의 근간으로 삼으며 이에 따른 힌두교의 기본 교의를 지니고 있다.

## 철학적 용례
- 에피쿠로스의 50가지 독트린

## 군사적 용례
- 군사 교리 예시:
- 통상 파괴
- 일격이탈 전술
- 앨프리드 세이어 머핸
- 충격과 공포
- 종심작전이론
- 참호전

## 같이 보기
- 교조주의
- 믿음
- 경전